# Grostè-Massiv
Mit Grostè-Massiv, auch Vallesinellastock (italienisch Massiccio del Grostè), wird eine Untergruppe der Brentagruppe in den Südlichen Kalkalpen bezeichnet. Ihr höchster Gipfel ist die Cima Falkner, deren Höhe je nach Quelle zwischen 2988 und 2999 m s.l.m. angegeben wird. Namensgebend für das Massiv ist die 2898 m s.l.m. hohe Cima del Grostè.

## Geographie

### Lage und Abgrenzung
Das Massiv aus Dolomia Principale bildet den nördlichen Abschnitt des Zentralbereichs der Brenta. Es grenzt im Norden an der weitläufigen Senke des Passo del Grostè (2442 m) an die Nordkette der Brentagruppe und im Süden an der Bocca di Tuckett (2648 m) an das Cima-Brenta-Massiv. Im Südwesten läuft es in das Vallesinella aus, während es auf der Ostseite an das Val delle Seghe und an der Bocca della Vallazza (2453 m) an die Gaiarda-Altissimo-Gruppe grenzt.

### Aufbau
Das Grostè-Massiv weist einen komplexen Aufbau auf. Im Gegensatz zur fast geradlinig verlaufenden Sfulmini-Kette, zweigen vom Hauptkamm des Grostè-Massivs mehrere kleinere Seitenkämme ab. Die Hauptachse des Massivs bilden die Cima Sella, der Campanile di Vallesinella, die Cima Falkner, die Campanili dei Camosci sowie die Cima del Grostè. Der noch bei Buscaini-Castiglioni erwähnte an der Nordseite der Cima del Grostè gelegenen Gletscher Vedretta del Grostè war bereits in den 1980er Jahren abgeschmolzen.
Von der Cima Sella zweigt in westlicher Richtung ein kleiner Kamm ab, der an der Felsnadel Castelletto Superiore endet. Nördlich dieses kurzen Seitenkammes liegt eine kleine Hochfläche mit der Vedretta di Vallesinella Superiore, der mit dem mächtigen Castello di Vallesinella und einem kleinen Kamm abschließt, auf dem der Castelletto di Mezzo und der Castelletto Inferiore liegen. Zwischen dem Castello di Superiore und dem Hauptkamm liegt ein tief eingeschnittenes Kar mit dem Gletscher der Vedretta Vallesinella Inferiore. Der nördliche Bereich des Massivs ist durch steinige zum Teil mit Geröll und Schutt bedeckte Hochebenen gekennzeichnet, die vom Fuß der Cima del Grostè bis zum Passo del Grostè und im Westen bis zu den Almflächen des Monte Spinale reichen. Auch auf der Ostseite des Massivs liegt unterhalb der Gipfel der Hauptkette ebenfalls eine solche hochflächenartige Geröll- und Steinwüste, die die Hauptkette mit dem östlichen Seitenkamm verbindet, auf dem sich die Cima Roma und die Cima della Vallazza befinden. Letztere fallen an ihrer Südseite steil zum Val Perse ab, während sie an ihrer Nordseite sanft in ein kleines Hochkar mit einem Firnfeld auslaufen. Letzteres stellt den Rest des ehemaligen Kargletscher Vedretta di Flavona dar. Die Cima Roma und die Cima della Vallazza bilden eine eigene kleine Untergruppen des Grostè-Massivs und verbinden den Hauptkamm der Brenta mit der nordöstlichen Kette der Brentagruppe.

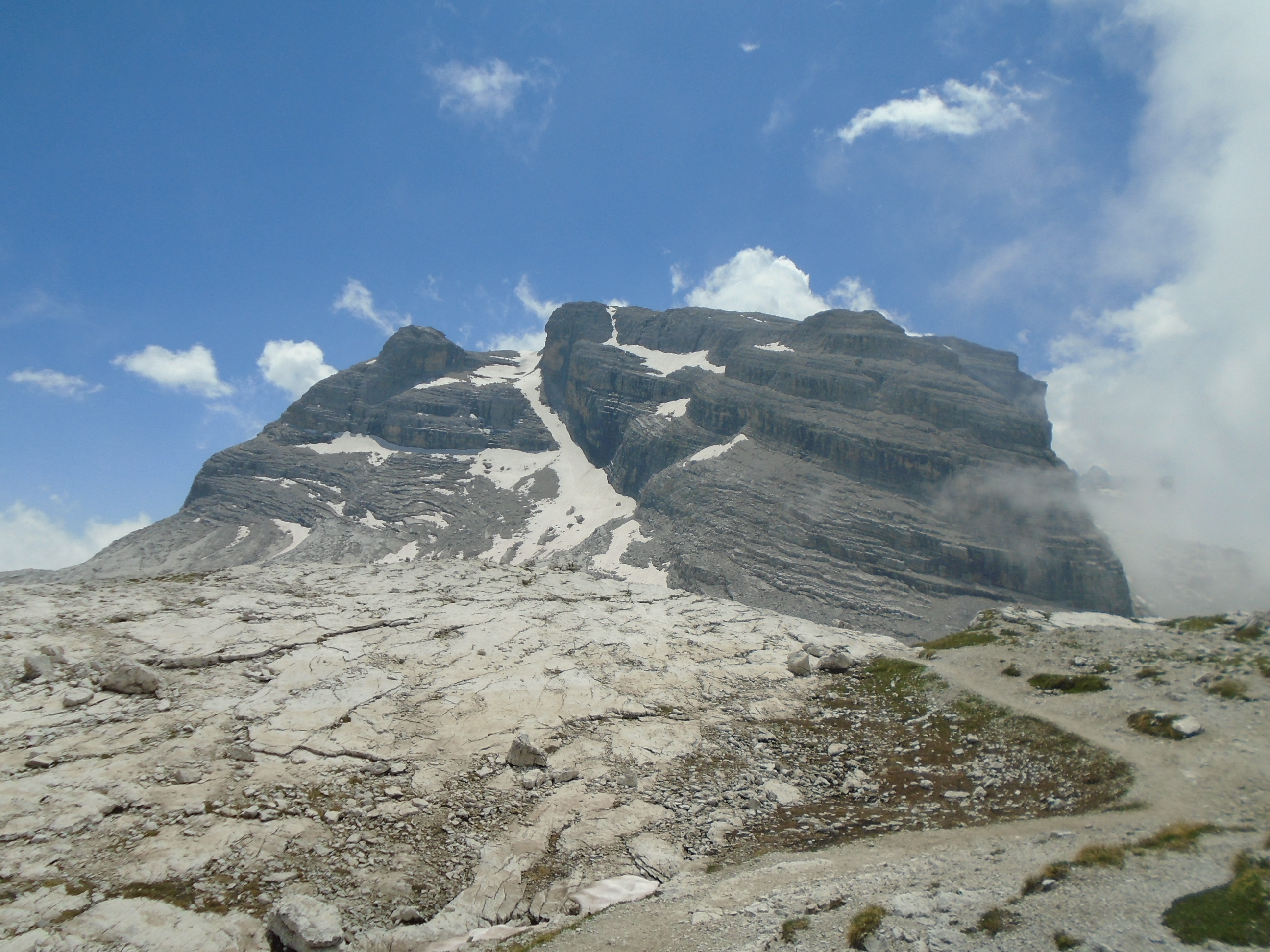
Die Nordseite der Cima del Grostè mit der verkarsteten Hochebene des Passo del Grostè
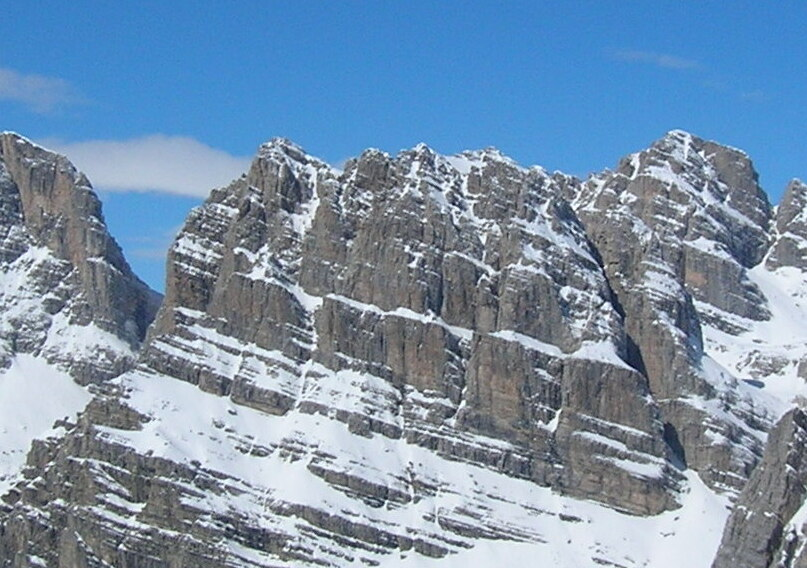
Von links nach rechts: Die Ostseite der Bocca del Tuckett, Cima Roma, Cima della Vallazza und Cima Falkner
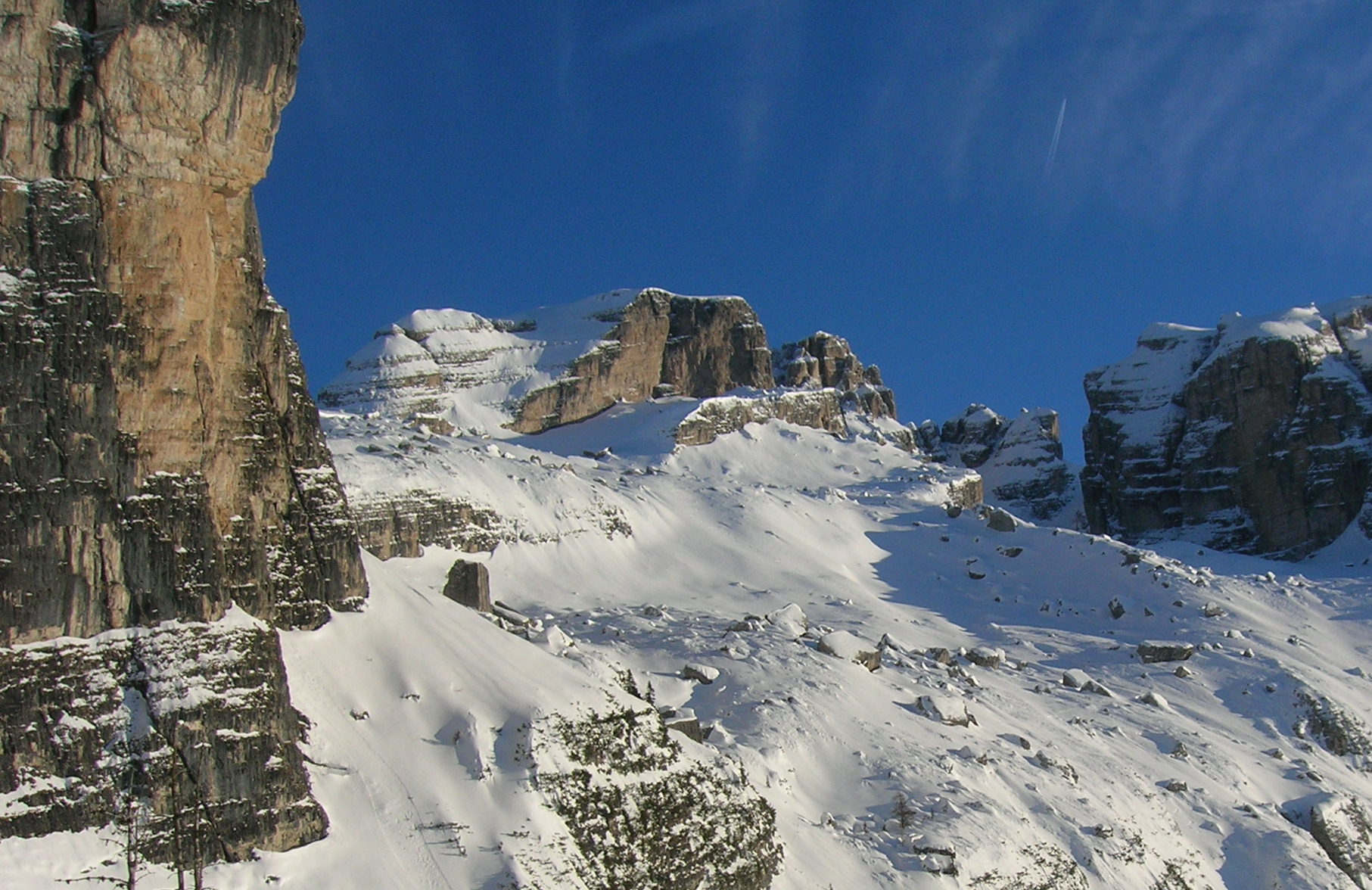
Von links nach rechts: Die Westseite der Corna Rossa, Cima del Grostè, Cima Falkner, Campanile di Vallesinella und Castello di Vallesinella
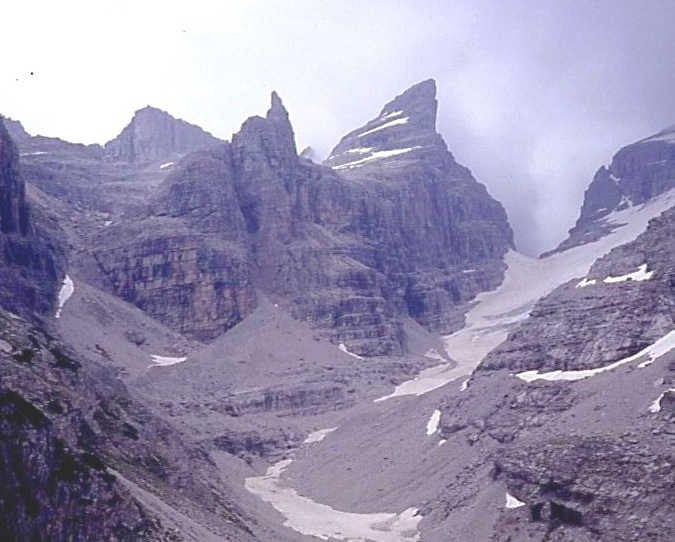
Von links nach rechts: Die Westseite des Campanile di Vallesinella, Castelletto Superiore, Cima Sella und der Bocca di Tuckett
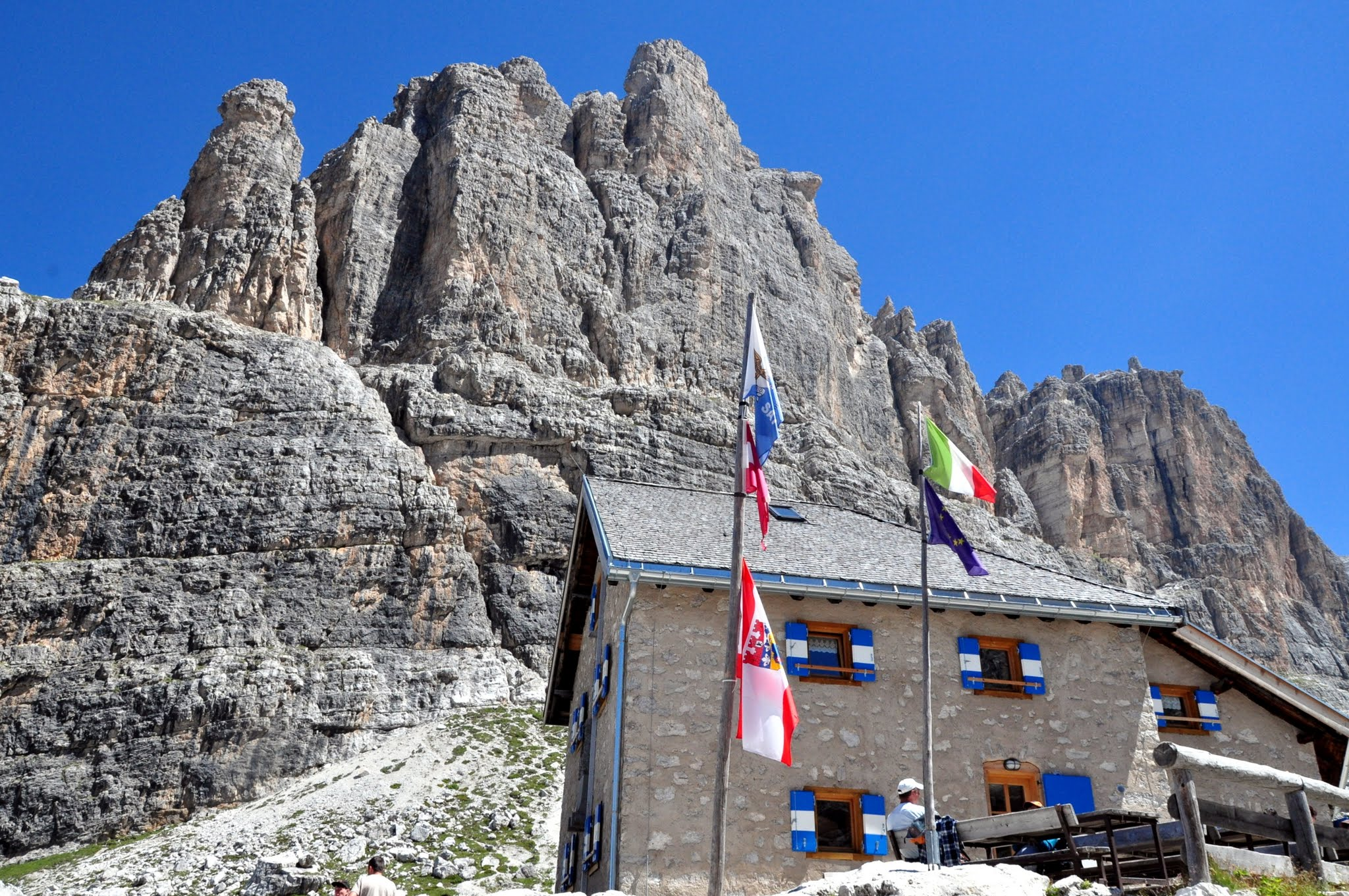
Rifugio Tuckett und die Südwand des Castelletto Inferiore

### Gipfel
- Cima Falkner, 2999 m
- Campanile di Vallesinella, 2946 m
- Campanile dei Camosci, 2926 m
- Cima Sella, 2917 m
- Cima del Grostè, 2901 m
- Cima Roma, 2837 m
- Cima della Vallazza, 2810 m
- Castello di Vallesinella, 2782 m
- Castelletto Superiore, 2700 m
- Castelletto Inferiore, 2601 m
- Castelletto di Mezzo, 2571 m

## Alpinismus
Die alpinistische Erschließung des Massivs begann mit der Erstbesteigung der Bocchetta delle Val Perse am 26. August 1875. Die vier Erstbesteiger nannten den Berg in Cima Roma um. Er war aber wahrscheinlich bereits vorher von Jägern erklommen worden. Die höchste Erhebung des Massivs, die Cima Falkner, wurde 1882 durch Alberto de Falkner und seinen Führer Antonio Dallagiacoma erstmals bestiegen. Weitere bekanntere Alpinisten, die sich im Grostè-Massiv durch Erstbegehungen auszeichnen konnten, waren unter anderem Bruno Detassis, Ettore Castiglioni und Cesare Maestri.
Durch das Massiv führt mit dem Benini-Klettersteig der nördliche Abschnitt des Bocchette-Weges. Als Stützpunkt für Begehungen bieten sich im Nordwesten des Massivs die Graffer- und im Südwesten die Tuckett-Hütte an.